# Hehnerzahl
Die Hehnerzahl ist eine Fettkennzahl und beschreibt den Anteil der unlöslichen Fettsäuren.

## Geschichte
Otto Hehner (1853–1924) schlug dies ursprünglich nur für das Butterfett vor, da dies als eine der wenigen Ausnahmen eine Hehnerzahl unter 90 erhalten würde. (Alle anderen Fette und fetten Öle haben eine Hehnerzahl zwischen 90 und 100.)